# Irfan Vušljanin
Irfan Vušljanin (cyr. Иpфaн Bушљaнин; ur. 7 stycznia 1986 w Novim Pazarze) – serbski piłkarz występujący na pozycji pomocnika w Borcu Čačak. 

## Kariera
Vušljanin jest wychowankiem FK Novi Pazar. W latach 2005–2008 grał w OFK Beograd, z którego wypożyczany był do innych serbskich klubów – Spartaka Subotica, FK Novi Pazar, Borca Čačak oraz FK Sevojno. Następnie reprezentował przez trzy lata barwy FK Jagodina. Rozegrał w nim 43 spotkania w Superlidze i zdobył 6 bramek. Od 2011 roku ponownie był zawodnikiem FK Novi Pazar, pełniąc funkcję kapitana zespołu. Na początku 2013 roku podpisał kontrakt z Borcem Čačak.